# Chin sas armas o chin sas rosas
Chin Sas Armas O Chin Sas Rosas  è il primo album registrato dai Kenze Neke nel 1990.